# Riu de Segudet
Riu de Segudet är ett vattendrag i Andorra. Det ligger i parroquian Ordino, i den centrala delen av landet. Vattendraget mynnar i Riu Valira del Nord.
I trakten runt Riu de Segudet växer i huvudsak gräsmarker och barrskog.